# Paraglyphesis monticola
Paraglyphesis monticola är en spindelart som beskrevs av Kirill Yeskov 1991. Paraglyphesis monticola ingår i släktet Paraglyphesis och familjen täckvävarspindlar. Inga underarter finns listade i Catalogue of Life.